# Mason Greenwood
Mason Will John Greenwood (Bradford, 1 oktober 2001) is een Engels voetballer die doorgaans als aanvaller speelt voor   Olympique de Marseille. Hij stroomde in 2019 door vanuit de jeugd van de club uit Manchester. Greenwood debuteerde in 2020 in het Engels voetbalelftal.

## Clubcarrière
Greenwood speelde in de jeugd als centrale middenvelder, maar evolueerde tot aanvaller. Hij is afkomstig uit de jeugdacademie van Manchester United, dat hem op zijn zevende inlijfde. In juni 2018 ging de Engelsman mee met het eerste elftal tijdens de voorbereiding op het nieuwe seizoen in de Verenigde Staten. Zijn eerste profcontract ondertekende Greenwood op 2 oktober 2018.
Op 6 maart 2019 debuteerde Greenwood in de UEFA Champions League, tegen Paris Saint-Germain (1–3 winst). Vlak voor tijd kwam hij het veld als vervanger van Ashley Young. Hij was toen 17 jaar en 156 dagen oud. Enkel Norman Whiteside was jonger toen hij zijn Europese debuut maakte voor Manchester United. Vier dagen later maakte Greenwood ook zijn Premier League -debuut in de met 2–0 verloren uitwedstrijd tegen Arsenal FC. In de tachtigste minuut verving hij Nemanja Matić. Op 12 mei 2019 maakte hij zijn basisdebuut in de laatste wedstrijd van het seizoen. Deze wedstrijd werd met 0–2 verloren van Cardiff City.
Greenwood kwam in actie in elk van Manchester United zijn eerste vier Premier League-wedstrijden van het seizoen 2019/20, waarna hij op 19 september 2019 zijn internationale basisdebuut maakte in de thuiswedstrijd tegen Astana FK in de UEFA Europa League. Hij maakte in deze wedstrijd het enige doelpunt van de wedstrijd op een leeftijd van 17 jaar en 353 dagen, waarmee hij het record van teamgenoot Marcus Rashford als jongste doelpuntenmaker voor Manchester United in een Europese wedstrijd verbrak. Een week later scoorde Greenwood ook voor het eerst in de League Cup, tegen Rochdale AFC, waarvan Manchester United na een strafschoppenserie won. Op 24 november 2019 was Greenwood voor het eerst trefzeker in de Premier League, in de uitwedstrijd tegen Sheffield United (3–3), en op 12 december 2019 scoorde hij tweemaal tegen AZ in de Europa League. Op 26 januari 2021 scoorde hij voor het eerst in de FA Cup, door met een benutte strafschop de 0–6 eindstand op het scorebord te zetten tegen Tranmere Rovers. Door Greenwood zijn doelpunt in het Europa League-duel met LASK op 12 maart 2020 (0–5) werd hij de eerste tiener die minstens vijf doelpunten in Europese competities in één seizoen maakte voor Manchester United. Door doelpunten tegen Brighton & Hove Albion FC, AFC Bournemouth en Aston Villa FC werd Greenwood op 9 juli 2020 slechts de vierde speler jonger dan 19 jaar die in drie achtereenvolgende Premier League-wedstrijden scoorde. Op 28 oktober 2020 maakte Greenwood het eerste Champions League doelpunt van zijn carrière, bij een 5–0 overwinning tegen RB Leipzig. Na een lange tijd stilte en een zomerse huur- overstap naar Getafe CF, een club in de voorstand van Madrid, maakte hij op 17 september 2023 zijn debuut voor de club. Een seizoen later kiest hij er dan toch voor om Manchester United officieel te verlaten en de overstap naar Olympique de Marseille (OM) te maken voor 31,6 miljoen euro (€27,6 miljoen vast bedrag en €4 miljoen add-ons) waar hij een contract ondertekend tot 2029.

## Clubstatistieken
| Seizoen     | Club                   | Competitie       | Competitie | Competitie | Beker | Beker | Internationaal | Internationaal | Totaal | Totaal |
| Seizoen     | Club                   | Competitie       | Wed.       | Dlp.       | Wed.  | Dlp.  | Wed.           | Dlp.           | Wed.   | Dlp.   |
| ----------- | ---------------------- | ---------------- | ---------- | ---------- | ----- | ----- | -------------- | -------------- | ------ | ------ |
| 2018/19     | Manchester United      | Premier League   | 3          | 0          | 0     | 0     | 1              | 0              | 4      | 0      |
| 2019/20     | Manchester United      | Premier League   | 31         | 10         | 9     | 2     | 9              | 5              | 49     | 17     |
| 2020/21     | Manchester United      | Premier League   | 31         | 7          | 7     | 3     | 14             | 2              | 52     | 12     |
| 2021/22     | Manchester United      | Premier League   | 18         | 5          | 2     | 0     | 4              | 1              | 24     | 6      |
| 2022/23     | Manchester United      | Premier League   | 0          | 0          | 0     | 0     | 0              | 0              | 0      | 0      |
| Club totaal | Club totaal            | Club totaal      | 83         | 22         | 18    | 5     | 28             | 8              | 129    | 35     |
| 2023/24     | Getafe (huur)          | Primera Division | 33         | 8          | 3     | 2     | -              | -              | 36     | 10     |
| Club totaal | Club totaal            | Club totaal      | 33         | 8          | 3     | 2     | -              | -              | 36     | 10     |
| 2024        | Olympique de Marseille | Ligue 1          |            |            |       |       |                |                |        |        |
| Totaal      | Totaal                 | Totaal           | 116        | 30         | 21    | 7     | 28             | 8              | 165    | 45     |

Bijgewerkt t/m 26 mei 2024

## Interlandcarrière
Greenwood maakte deel uit van verschillende Engelse nationale jeugdelftallen. Op 25 augustus 2020 werd hij door Gareth Southgate voor het eerst opgeroepen voor het Engels voetbalelftal voor de wedstrijden tegen IJsland en Denemarken in de Nations League. Hij maakte op 5 september 2020 zijn debuut voor het nationale elftal in de wedstrijd tegen Denemarken. Greenwood kwam in de 78ste minuut binnen de lijnen voor Harry Kane. Engeland won deze wedstrijd met 0–1 door een doelpunt van Raheem Sterling in de blessuretijd. Twee dagen later werd Greenwood samen met Phil Foden uit de Engelse selectie gezet nadat bekend werd dat zij regels met betrekking tot de coronapandemie overtraden.